# Slættaratindur
Der Slættaratindur (deutsch wörtlich: „flacher Gipfel“) ist mit 880 Metern der höchste Berg der Färöer.
Der Slættaratindur liegt ganz im Norden der zweitgrößten Insel Eysturoy an der Straße zwischen Eiði im Westen, Gjógv im Nordosten und Funningur im Osten. Wie der färöische Name Slættaratindur andeutet, hat er einen flachen Gipfel. Wie alle Berge der Färöer ist auch er im Sommer schneefrei. Der Anstieg ist steil, aber technisch einfach. Hierher gibt es organisierte Bergwanderungen, vom höchsten Punkt des Passes ausgehend. Die Tour dauert etwa vier Stunden.
Vom Gipfel aus kann man bei schönem Wetter die gesamten Färöer überblicken.
Direkt gegenüber im Nordosten erhebt sich der Gráfelli, mit 856 Metern der zweithöchste Berg des Archipels. Insgesamt gibt es auf den Färöern zehn Berge, die über 800 Meter aus dem Meer ragen.